# Laura Vernizzi
Laura Vernizzi född den 12 september 1985 i Como, Italien, är en italiensk gymnast.
Hon tog OS-silver i rytmisk gymnastik för trupper i samband med de olympiska gymnastiktävlingarna 2004 i Aten.